# Sweet Thing (canción de David Bowie)
«Sweet Thing» o «Sweet Thing / Candidate / Sweet Thing (Reprise)» es un suite de canciones escritas por David Bowie para su álbum, Diamond Dogs. Grabadas en enero de 1974, la pieza abarca las canciones «Sweet Thing» y «Candidate» y un reprise de un verso de «Sweet Thing».
En la línea de apertura, «Sweet Thing» contiene la nota más baja que Bowie ha grabado en un álbum de estudio (C2) hasta «I Took a Trip on a Gemini Spacecraft» para el álbum Heathen (2002), donde el gruñó la palabra «Well» (G1) casi al final de la canción. 
Bowie grabó una canción con el mismo nombre, «Candidate» – pero no hubo similitudes musicales a la versión del álbum y solamente tenía algunas palabras en común – durante los primeros días de enero de 1974. Estaba inaccesible hasta 1990 cuando fue publicado como un bonus track en la reedición de Rykodisc, también apareció en el disco adicional de la edición del 30th aniversario de Diamond Dogs en 2004.

## «Tragic Moments / Zion / Aladdin Vein»
La canción (ahora conocida como «Zion») ha aparecido en bootlegs bajo los títulos «Aladdin Vein», «Love Aladdin Vein», «A Lad in Vein» y «A Lad in Vain». Incorporando partes de «Aladdin Sane» y lo que se convertiría en «Sweet Thing (Reprise)» en Diamond Dogs, está pieza instrumental fue pensado en haber sido grabada durante las sesiones de Aladdin Sane en los Trident Studios a principios de 1973. Sin embargo una reciente estimación lo sitúa junto a las grabaciones de Pin Ups más tarde ese año, como un avance al siguiente trabajo original de Bowie, llevando al autor Nicholas Pegg a sugerir que «quizá debería ser considerada como un demo de Diamond Dogs y no como una toma descartada de Aladdin Sane».

## Interpretaciones en vivo
«Sweet Thing / Candidate / Sweet Thing (Reprise)» fue interpretada durante la gira de Diamond Dogs en 1974, pero fue omitida a principios de la gira de Soul. Bowie nunca la interpretó otra vez en vivo.

Sin ningún motivo evidente. Deje de cantar está canción alrededor de los 70's.
– David Bowie

En una versión en vivo, en el primer verso, Bowie cantó un índice acoustico mayor a C2, y con más claridad. Algunos escépticos acusaron a Bowie de "alteración de estudio" para aumentar su rango vocal, pero esta es la prueba de que fue capaz de cantar en C2.

## Versiones en vivo
- Una presentación grabada en el Tower Theater, Pensilvania como parte de la gira de Diamond Dogs, fue publicada en David Live.[10]
- Una versión grabada en el Universal Amphitheatre, California, durante la gira de Diamond Dogs el 5 de septiembre de 1974 fue incluida en Cracked Actor (Live Los Angeles '74).[11]

## Otras versiones
- Morel – en el álbum The Death of the Paperboy (2008), en el Disco-0 del set de 2 discos. Este es un cover de la trilogía completa de «Sweet Thing» / «Candidate» / «Sweet Thing (Reprise)».
- Joan As Police Woman – en el álbum Real Life (2006), como una canción adicional en la edición de 2 CDs. El cover incluye «Sweet Thing» y su reprise.
- Awaken – en el álbum Party In Lyceum's Toilets (2001). Este es un cover solamente de «Sweet Thing».
- Paper Jones – en el álbum Life Beyond Mars: Bowie Covered (2008). Este es un cover solamente de «Sweet Thing».
- Momus – en el álbum Turpsycore (2015). Este es un cover solamente de «Sweet Thing».

## Créditos
Créditos adaptados desde las notas del álbum.
- David Bowie – voz principal, guitarra, saxofón, Mellotron, sintetizador Moog
- Mike Garson – piano
- Herbie Flowers – bajo eléctrico
- Tony Newman – batería